# Pearcea reticulata
Pearcea reticulata là một loài thực vật có hoa trong họ Tai voi. Loài này được (Fritsch) L.P. Kvist & L.E. Skog mô tả khoa học đầu tiên năm 1996.